# Classe Attack (sous-marin)
Pour les autres classes de navires du même nom, voir Classe Attack.
La classe Attack est un projet avorté de classe de sous-marins pour la Royal Australian Navy à partir de 2030 en remplacement de ceux de la classe Collins.
Un projet de sous-marin SMX-Ocean élaboré par le constructeur naval français DCNS a été révélé à l'occasion du salon Euronaval en octobre 2014. Il est issu du programme Barracuda dont sont dérivés les sous-marins français de la classe Suffren.
En avril 2016, le Premier ministre d'Australie, Malcolm Turnbull, annonce officiellement la signature d'un contrat de 50 milliards de dollars (soit 31 milliards d'euros dont 8 environ pour Naval Group et les industriels français associés à ce programme) pour la construction de douze Shortfin Barracuda à fabriquer sur place en Australie,,.
Mais en dévoilant le 15 septembre 2021 l'accord AUKUS, l'Australie annule le projet sans aucune notification diplomatique préalable.
À la suite de l'accord AUKUS, l'Australie prévoit d'acquérir cinq sous-marins de classe SSN-AUKUS. Ces sous-marins sont issus de conceptions initiales britanniques destinées à remplacer les sous-marins de classe Astute, provisoirement nommés SSN(R), et intègrent désormais des technologies américaines. Les sous-marins seront construits par BAE Systems et ASC Pty. L'Australie acquerra également trois sous-marins de classe Virginia auprès des États-Unis.

## Compétition internationale
Fin 2014, l'Australie lance un appel d'offres international en vue de remplacer ses sous-marins de la classe Collins ; c'est le projet Sea1000,. Le choix final a lieu le 26 avril 2016.
Le projet français sur la base Barracuda,, le projet suédois A26 de Saab (successeur de la classe Gotland), le projet espagnol sur une base classe S-80 de Navantia, le projet allemand type 216 (version agrandie du type 214) de HDW (filiale de ThyssenKrupp Marine Systems) et enfin le projet des Japonais Mitsubishi et Kawasaki sur la base de la classe Sōryū constituent les offres soumises.

## Cahier des charges
Le SMX-Ocean est le projet de base de remplacement de la classe Collins australienne. Il figure parmi les classes de sous-marins actuelles (alternative des sous-marins nucléaires d'attaque (SNA ou SSN) compatibles avec la politique non nucléaire de ce pays.
D'une longueur de 97 m pour une hauteur de 15,5 m et une largeur de 8,8 m, le futur SMX-Ocean peut se déplacer à 20 nœuds en plongée à 350 mètres de profondeur pour un déplacement en surface de 4 750 tonnes.
Par ailleurs, le projet SMX-Ocean permet d'opérer sur quatre fronts. La lutte anti-sous-marine (par les torpilles et les mines), la lutte anti-aérienne (par les missiles antiaériens), la lutte anti-navires (par les missiles antinavires et les mines) et l'attaque terrestre (par les missiles de croisière) ; SMX-Ocean embarque notamment à bord des drones sous-marins UUV (Robot sous-marin autonome) et aériens (UAV). L'intégration de tubes verticaux sur le SMX-Ocean permet une innovation jusque-là non disponible sur d'autres sous-marins de sa catégorie, les tirs vers la terre.

## Déroulement du projet industriel proposé par Naval Group
Il s'agit d'un modèle à propulsion classique composé d'un moteur à propulsion diesel-électrique en circuit fermé (système intégralement anaérobie). La discrétion du déplacement est assurée par le système maîtrisé par Naval Group de pompe-hélice.
Le Barracuda australien mesure 97 mètres de long et présente un déplacement de 4 500 tonnes en surface. Il devait être capable de rester en mer durant trois mois ou encore de naviguer sur 18 000 nautiques à 10 nœuds, sa vitesse de transit étant de 14 nœuds, il devait pouvoir plonger à 300 m de profondeur. Les systèmes de combat, élaborés par Lockheed Martin Australia, consistent en une série de 34 armes, dont six missiles de croisière lancés verticalement depuis deux barillets, ainsi que des drones sous-marins et aériens. Il aurait embarqué également des missiles antinavires Harpoon et missiles antiaériens, de même que des mines et des torpilles Mark 48.
Pendant la première année de réalisation du projet, de 2016 à 2017, divers engagements intergouvernementaux ont été signés entre l'Australie et la France, pour établir les termes et contrats de production entre les deux pays, et engager la conception des sous-marins. Il s'agit par exemple d'établir les règles de transfert de compétences techniques et industrielles. Le début de la fabrication du premier sous-marin est établi en 2021 pour une mise en service en 2030, le dernier sortira des chantiers en 2050 et naviguera jusqu'en 2085. Il est prévu que le nombre d'employés du chantier de DCNS en Australie va passer de 50 personnes à 200 fin 2017, puis 2 000 personnes, et le chantier de Cherbourg va atteindre 200 personnes dont 50 Australiens et 10 Américains, pour arriver à 500 personnes en 2023. Quelques accidents, sans conséquences apparentes, ont émaillé la première année : le départ du PDG de DCNS Australia en mars 2017 et la révélation de documents confidentiels de sous-marins de Naval Group pour l'Inde. Le débat sur le nucléaire reste également présent.
Le 13 décembre 2018, il est annoncé que le premier navire de la série serait nommé HMAS Attack, et que cette dernière serait en conséquence appelée la classe Attack. Des craintes émises, notamment par trois amiraux à la retraite, concernant la tenue de la date objective de 2030 pour la relève des sous-marins de la classe Collins sont apaisées par les autorités.
Le 11 février 2019, à Canberra, est signé un accord de partenariat stratégique, pour une durée de cinquante ans
La première phase du contrat de design est signée en mars par le ministre de la Défense Christopher Pyne, ouvrant la voie à la phase de définition. La sélection des équipements est censée développer les compétences de la main d'œuvre locale, élément lié à l'acquisition d'une capacité nationale souveraine dans le domaine des sous-marins.
Le 12 juillet 2019, la ministre de la Défense Linda Reynolds est l'invitée du président de la République à l'occasion de la mise à l'eau du Suffren, version nucléaire de son cousin australien Le président réaffirme l'appui de la France au contrat qui scelle une « alliance essentielle entre nos deux nations autour de l'axe Indopacifique ».
En mars 2021, Naval Group et le gouvernement australien confirment avoir trouvé un accord pour qu'au moins 60 % de la valeur du contrat pour les douze futurs sous-marins soient dépensés en Australie.
Les 11-13 juin 2021, lors du sommet du G7 de Carbis Bay, personne n'a eu à redire sur la maîtrise du contrat, alors que, depuis 2018, « l'opposition torpillait le contrat » et que « le consortium germano-nippon ThyssenKrupp-Kawazaki-Mitsubishi, candidat malheureux lors du choix de 2016, alimentait la polémique ». Deux jours plus tard en France, le Premier ministre Morrison n'a rien laissé paraître lors de son entrevue en tête à tête à l'Élysée avec le chef de l'exécutif français.
De fait, le ministère des Armées français reçoit une missive de l'Australie dans la matinée du 15 septembre 2021 relatant sa satisfaction des « performances atteignables par le sous-marin et par le déroulement du programme », valant notification de la fin de la revue fonctionnelle du programme.

## Annulation
Le 15 septembre 2021, le Premier ministre australien Scott Morrison annonce la signature d'un accord tripartite sur la défense, intitulé AUKUS, avec les États-Unis et le Royaume-Uni, pour combattre l'influence de la Chine dans la région Indo-Pacifique. Ce partenariat autorise notamment le transfert de technologies américano-britanniques de propulsion nucléaire navale vers l'Australie, permettant donc à la marine australienne de s'équiper de sous-marins nucléaires d'attaque, rompant de ce fait le contrat conclu avec Naval Group.
L'affaire entraîne rapidement des réactions du côté français : Jean-Yves Le Drian, ministre des Affaires étrangères, dénonce un « coup dans le dos » de la part de l'Australie. Le 17 septembre 2021, la France rappelle ses ambassadeurs en Australie et aux États-Unis pour consultation.
Le contexte de tensions géopolitiques entre les États-Unis et la Chine a été renforcé par ces manœuvres.